# Tephrosia bachmannii
Tephrosia bachmannii är en ärtväxtart som beskrevs av Hermann August Theodor Harms. Tephrosia bachmannii ingår i släktet Tephrosia och familjen ärtväxter. Inga underarter finns listade i Catalogue of Life.